# 신켄저
신켄저 (Shinkenger, 일본어: シンケンジャー 신켄자[*])은 일본 토에이의 특촬 드라마 슈퍼 전대 시리즈의 33번째 작품 《사무라이전대 신켄저》의 주인공들이다.

## 유래
적힌 글씨가 관장하는 힘을 구현한다 「모지카라」라는 법을 대대로 이어받아 300년 전부터 외도의 무리와 싸우고 온 사무라이의 후예.
최대의 지엽가문이 빨강(화)그 가신인 이케나미, 시라이시·타니·하나오리 의 4개 가문이 차례로 파랑(물)· 분홍(바람), 녹색(나무)· 황(바위)와 각 집마다 전승「색」과 「모지카라」 났고 각각의 집에서 한명씩 선대 신켄쟈 에게 선택 받은 아이들 에의해서 구성되어 있다.
그 전투 능력은 멤버 혼자 육군 3개 사단 이상에 해당된다는 던지 거인을 이용하면 "거리 하나쯤 수 분에서 파괴할 수 있는"거라고 한다.
출마 때는 각각의 변신 후의 코드 네임과 본명을 한명째가 "신켄● ●(색. 주로 레드),××(본명)", 둘째는 "역시 ● ●(색만),××(본명)"이라고 밝힌다.
멤버는 일상 생활의 변신 전부터 변신 후에도 코드 네임이 아닌 본명으로 불렀다.
말은 집합시는 "천하 공인의 사무라이 전대, 신켄쟈, 간다!", 승리 후 "이로써 한건 낙착.". 신켄 골드 가입 후 한건 낙착 앞에 "승리의 단일 마감"가 삽입되게 되었다(생략되기도 한다).
이동용 차량은 없지만 장거리 출장 등의 경우에는 쿠로코의 메다 가마나 모지카라로 소환한 말을 이용한다.
또한 지엽가=신켄저의 활동은 일본 공인이 거대 무기에 해당하는 사무라이 자이언츠의 보유를 인정하고 전쟁 피해에 따른 손해 배상 책임을 지지 않는 등의 권한을 부여 받았다. 또 사건이 대규모로 되었을 때에는 보다 면밀한 연계를 도모할 수도 있다.
멤버의 이름은 「시바」나 「이케나미」등의 이름이 사극 팬들을 의식하는 것이 시사되고 있다.

## 등장인물

### 시바 타케루 (신켄 레드)
「불」의 모지카라를 조종하는 사무라이로 신켄쟈의 리더. 일인칭은 「私(와타시)」. 시바 가(志葉家) 18대 당주로 사무라이들을 이끌지만 현대에 있어서 「양반」, 「가신」등이 시대 착오적인 존재라는 것은 인식하고 있어 생판 남의 싸움에 휘말리기 싫어하고 히코마가 동료를 모으는 것에 반대했던 것이다. 때문에 흐름의 매개체들이 집결했을 때 "싸움은 가신이나 충성에서 잡지 못한 각오로 정한다"으로 선고하고 있다. 또 너무나 "양반"의 뜻을 의식하는 일은 신경을 쓰면서 타이르기도 했다. 당초는 사무라이들의 목숨을 맡아 주기에 강한 책임감 등에서 때로는 어려운 말을 하고 신하들의 반감을 사기도 한다, 특히 치아키와 에스미 소스케(에 사소우스케)/고 온 레드로부터 반발을 부르는 일이 많았다. 중반 이후부터는 어쩌다 그만 무시되거나 함께 트럼프를 즐기는 등 다른 멤버들과는 약간 풀어진다. 싸움에 휘말리지 않도록 너무 타인과 관계 없이에 살아 왔기 때문인지 싸움이 끝나고 떠날 때까지 마츠코에서 지적될 만큼의 낯을 가리고 있어. 그러나, 아이들은 목청을 바꾸어 부드럽게 대한다. 다른 사무라이들을 모을 때까지 혼자 외도의 무리와 싸우고 온 것도 있고 전사로서의 실력은 남달랐으며 그 검술은 과감하고 유려하다. 실전 때는 칼(신켄 의미)을 어깨에 멘 독특한 자세를 취한다. 이는 열 장 왈, 장시간의 전투에도 견딜 수 있도록 피로를 최소화하러 가고 있다. 또 드물게 이도류도 선 보인다. 사실 진정한 십팔대째 당주·카오루가 봉인의 문자를 터득할 때까지 외도 중의 주의를 끌어 놓기 위한 배후 조종사였던 거였다. 그가 모지카라의 재능이 뛰어났기 때문 가게무샤로 했는데 그의 집은 사무라이 집안조차 없이 선대 레드로 여겼던 그의 아버지 역시 사무라이가 아니다. 불의 모지카라도 가계적으로 물려받은 것이 아니라 자신의 수행에 의한 후천적으로 익힌 것이므로 본래 시바 가의 것이라고는 거동이나 효력이 좀 달랐다. 카게무샤(影武士)로 주위를 속인 빛 때문인지 자신을 경시하고 있는 점이 있다. 의도적으로 사무라이들과 거리를 두도록 하고 있었다. 특히 이야기 전반에서는 가신들이 불안을 느끼지 않도록 하기 때문도 있고, 그들에게 자신의 허점을 보이지 않는다. 카오루가 밖으로 나오자 가게무샤 역할이 끝나고 말았고 그 아니라 자신에게는(칼 이외에)아무것도 없다는 허무감에서 열 장과 외도의 같은 전쟁에 빠져들면서, 하마터면 열 장과 마찬가지로 외도의 길을 걷다 걸게 되기도,식 노는 스케들의 질타를 받고 직전인 곳에서 생각을 고치고 가신들과 확실한 유대 관계를 재인식한다. 그 뒤 카오루의 봉인의 글자가 얇은 만두피 유우를 넣은 도우 깊이에는 통하지 않음이 판명되었기 때문에, 카오루에 소환되고 그녀의 제안으로 카오루의 양자로 되어 지엽가 십구대째 당주로 다시 신켄쟈를 이끌게 되면서, 도우 깊이를 쓰러뜨리는 것에 성공한다. 어린 시절은 매우 무서워한다. 우지에 지금도 절규 머신과 도깨비 집(인조의 화신)가 서툴러서, 도깨비 집에 들어간 순간에 절규하고 기절할 정도로. 겐타가 약하다는 것. 토노로 이야기할 때는 항상 책상 다리로 앉아 있었기 때문에 다른 멤버에게서는 「타케루의 이미지=책상 다리」식으로 인식되고 있는 듯 《돌아온 사무라이전대 신켄저》들의 꿈 속의 타케루는 어떤 상황에서도 책상 다리 자세만 본인은 자신의 이미지에 납득이 가지 않은 듯하다.
시바 타케루는 마츠자카 토리(일본어: 松坂桃李)가 연기했다.

### 이케나미 류노스케 (신켄 블루)
「물」의 모지카라를 이어받은 무사. 신켄쟈의 서브리더. 일인칭은 「私(와타시)」. 가부키 배우의 가계 출신. 4명의 가신 중 가장 무사도·충성심을 주입한 사무라이에서 타케루를 "전"이라고 부른다. 지식이 풍부하고 실력도 높아 타케루 부재 때는 슈퍼 신켄쟈로 변신하거나 거대전 지휘를 하기도 많다. 전투 스타일도 기본에 충실한 연습이면 타케루와 동등 이상의 실력을 발휘하지만, 항상 상황의 변화하는 실전에서는 한발 떨어진다. 예의를 존중하고 점들에게도 경의를 내는 것을 잊지 않아. 일상의 생활도 매우 규칙적인 스스로 결정한 타임 스케줄로 매일 무술과 체력 단련, 가부키의 자율 훈련을 하고 있다. 그래서 동료들로부터도 상당한 신뢰를 받고 있다. 고지식해서 사명감이 강하지만 또 떨어지기 쉽거나, 하이 텐션이 되기 쉬운 등 좋지도 나쁘지도 감정의 기복이 심하다 분위기 메이커적인 일면도 있다. 놀이의 좋은 행동에서 눈치가 듣기도 하고 사무라이 하 오에게 처음 결합도 하이 텐션 된 그가 "기세"에서 발동시킨 것이 제자리인 것이다. 텐쿠 신켄오에 합체나 「사무라이 하오」의 네이밍, 《사무라이전대 신켄저 vs. 고온저: 은막 BANG!!》에서 "사무라이 포메이션 23"등도 그의 발상이며, 이 점에서는 타케루도 인정하고 있다. 시대 착오적인 사고 때문에 어리버리한 일면도 있는 터무니없이 앞설 수 있어.특히 거대화전에서는 싱켄 오의 합체 방법 절차를 잘못하고 있다, 불가사의에 다이텡크우을 통합시키는 등 자신뿐 아니라 동료까지도 위기에 몰아넣는 것도 있다. 배우 시절에는 가무기계를 띄울 동년배들과 함께 공연도 기획하고 있었지만, 그 중에 사무라이로 소집된 때문에 가부키에 대한 미련을 들여다보기도 한다. 가부키에서는 오야마도 경험하고 있으며, 여장의 미끼 작전을 실행하기도 했다. 초기에는 치아키를 낙제생이라고 보거나 겐타를 사무라이와 인정하지 않거나 자주 충돌하고 있었지만, 그 후 그들을 잘 이해하고 허물없. 것은부터는 「흘리지」로 불리는 사랑 받고 있다. 좋지도 나쁘지도 무사로서 충실한 때문, 카오루가 나타났을 때에는 타케루와 카오루와 감정의 흔들리는 방법을 가장 거셌지만 사쿠타로가 타일러서 타케루의 정을 우선하는 것이었다. 최종 막에서, 타케루의 신뢰를 받고 도우 깊이 한 눈에 쐐기를 박는 일을 맡아 훌륭하 잡는데 성공한다. 전쟁 후에는 다시 가부키의 세계로 돌아가고 티켓을 회원으로 보내기로 약속한다. 고향에 돌아오기 전에 타케루의 앞에서 이별의 춤을 과시하고 있다. 《돌아온 사무라이전대 신켄저》에서는 불가사의가 만들어 낸 환상 세계에서 타케루를 제쳐놓고 "나리"를 밝히고 《숲속의 동물전대 신켄저》을 이끌고 있다. 기획 단계의 초기 설정에서는 히코마의 손으로 알려졌다.
이케나미 류노스케는 아이바 히로키(일본어: 相葉裕樹)가 연기했다.

### 시라이시 마코 (신켄 핑크)
「하늘」의 모지카라를 이어받은 여자 무사. 소집 전에는 유치원에서 아르바이트를 하던. 냉정한 성격에서 날카로운 통찰력과 관찰 안을 갖고 사물의 진정을 대해서 말했다. 자기 일은 별로 남에게 얘기하지 않기 위해서 약한 부분도 좀처럼 외부에 못 내지만 남을 잘 돌보고 상냥한 일면도 있다. 한탄하는 사람을 좋아한다.어려서부터 부모님과 떨어져서 살며 무사로서의 연습도 할머니다. 보통의 생활이 허용되지 않고 부모님과 엇나가고 온 반동인지 「그냥 며느리」「보통 어머니」가 되는 것을 꿈꾸고 있으며 떨어지거나 약한 사람들을 놔둘 않고 포옹 하고 싶어 버리는 버릇이 있어. 그러나 부모님과 사이에 있던 한이 풀린 뒤에 더 침착하게 타자를 받칠 수 있게 된다. 모지카라를 조종하는 센스가 높고 타케루로부터도 경의를 표했으며 두절 신의 디스크도 당초는 그녀에게 베푼다. 치아키와 다이 고요우부터는 누나 분으로 사랑 받고 있어서 "누님"이나 "마코"로 불린다. 타케루에 대해서는 이름으로 부르는 등 대등하게 행동하면서도 주군으로서는 인정하고 있다. 이야기도 막판에면서 타케루가 비밀을 고민하는 것도 일찌감치 알아채고 마음에 걸었지만 카오루의 등장까지 가게무샤임을 밝힐 수 없었던 타케루부터는 거꾸로 피할 수 있게 된다. 자기류라는 요리 실력은 "칼 대신 신켄 마루를 쓴다.", "자른 야채를 아래 처리조차 없이 냄비에 던져" 등 남다르고 괴멸적으로 일은 이외의 동료에게는 두려워하고 있어 그녀가 저녁을 만들겠다고 말을 꺼냈을 때, 타케루는 "최대의 위기이다." 중얼거리고 있다. 다만 그녀를 언니처럼 따르기는부터는 「맛있는」으로 알려졌으며 그녀가 저녁을 만들겠다는 때는 기뻐했다. 그 탓도 있어서인지 처음에는 자각도 없었지만, 후에 자신의 요리에 대한 남자들의 솔직한 감상을 들어 버린 것에서 자신의 음식의 맛을 자각한 뒤 요리 책 등을 참고하게 된다. 어릴 때 목에 걸린 이후 분취키 감자가 매우 서툴다. 껍질이 얇은 유우가 인간계에 나타났을 때에는 첫 경기 때부터 직접 싸우는 것이 많아 우스카와 타유의 계략에 의한 얇은 만두피 유우의 과거를 보면서 외도에 시달리다 인간의 분노와 슬픔을 절감하고 있다. 그러한 경위에서 서로 적 중에서는 특히 의식하고 있으며, 마침 타케루와 열 장을 연상시키는 관계이다. 그래서 유우에 자신의 마지막 상대로 선택된다. 마지막 전쟁 후에는 잠시 부모님과 지내기 때문에 두 사람의 기다리는 하와이로 떠났다.
시라이시 마코는 타카나시 린(일본어: 高梨臨)이 연기했다.

### 타니 치아키 (신켄 그린)
「나무」의 모지카라를 이어받은 무사.신켄쟈겠다고 소집하기 전에는 보통의 고등 학생인 이야기 개시시는 졸업을 앞두고 있었지만 신켄저로서의 책무 때문에 졸업식에는 나오지 않고 있다. 멤버 중에서 특히 현대인 기질로, 게임과 군것질을 좋아한다. 아버지의 전문가에서는 지엽가에 대한 충성이나 신켄저에 관한 예비 지식은 최소한밖에 배우지 않아, 「주군과 가신」이라는 주종 관계를 수용하지 못하고 수행에도 불성실하고 나이 든 회원과 히코마부터는 기가 막히거나 질책될 일이 많지만 자기와 타케루의 실력 차를 지켜보았다"언젠가 타케루를 넘는다"이라는 목표를 갖게 된다. 그 후 혼자 훈련을 거듭하며 히코마의 조언으로 자신 다운 싸움 방식에 눈뜨다. 생각을 고치고 나서도 타케루의 이름을 지칭하는 자세는 바꾸지 않았지만 타케루에 대한 동료 의식이 강한 타케루 이외의 당주를 인정하는 생각은 없다, 카오루와 공동 투쟁에도 가장 먼저 이의를 제기했다. 생각이 다른 식의 헤이스케와 충돌했던 시기도 있었지만 함께 싸우는 가운데 서로 인정하게 되면서 강한 신뢰를 쌓았다. 어머니는 어릴 때 죽어 있지만 그의 이름은 「천」의 「빛」에서 "밝게 된다"와 어머니의 소원으로 붙여진 것이다. 모지카라 500장 쓰기 과제에 "오백장"이라고 써서 제출하거나 싸움에서 적의 능력을 발판으로 삼은 공격을 하는 등, 좋치도 나쁘지도 발상의 유연함은 멤버에서 자자하다.또 부친이 물려준 날카로운 느낌도 가졌고 이십 칠 자리가 아베콤베의 행동을 생각하고 타케루를 지키고 《돌아온》에서는 자신들의 세계의 이변을 일찌감치 알아차린다.전쟁 후 다시 대학을 수험하는 것이 된 것이며, 타케루는 "추월하는 것은 다음에 만났을 때이다"라고 말하고 떠났다.
타니 치아키는 스즈키 쇼고(일본어: 鈴木勝吾)가 연기했다.

### 하나오리 코토하 (신켄 옐로)
「흙」의 모지카라를 이어받은 여자 무사. 일인칭은 「중」. 교토의 산촌에서 자라며 교토 사투리를 말했다. 예전에는 현지에서 가업의 죽 세공을 마련하고 있었지만 몸이 약한 언니의 미츠바 대신 신켄 옐로가 된다. 소집 전에는 전혀 시골에서 나오지 않았다. 순수하고 상냥한 성격의 소유자로 무사의 사명에 열심. 반면 지나친 어리버리하면서 좋치도 나쁘지도 눈치가 없는 점이 있어, 같은 기질을 갖류의 헤이스케는 마음이 맞는다. 언니에게 배운 피리(참여 포즈도 피리를 부는 모습을 본뜬 것)과 검술이 특기. 특히 검술은 처음에는 치아키를 압도했고 칼솜씨를 히코마의 극찬할 정도이지만, 그 이외의 것은 매우 서투르고, 남의 일을 생각 한 일이라도 오히려 폐를 끼치는 것도. 그러나 유년기에 괴롭히고 있던 경험과 언니를 생각하는 마음의 강한 인내력을 가지고 있다. 마코에 동경하고 있지만 그녀의 요리의 미숙한 정도는 알지 않았다. 멤버에게서는 여동생처럼 사랑을 받고 있다. 한편 자신은 멤버 중 막내이고 어설픔때문에 자신보다 언니가 신켄 옐로가 되면 멤버의 도움을 준 것 아니냐고 괴로워했을 때도 있었지만 히코마가 건 격려의 말에 의한 언니 대신해서가 아니라 자신밖에 되지 않싱켄 황색이 되겠다는 마음에 벼르다.사람의 음식을 미각보다 감정으로 판단하는 점이 있다, 마코의 반성 전 요리를 "마코가 만들어 준 것이니 맛있게 마련이다"라고 인식하고 있다. 겐타의 초밥도 평소에는 애매한 평가였지만, 겐타가 카레를 그만두고 초밥 집으로 정진하겠다고 마음먹은 때는 활짝 웃고 있다. 전투를 끝낸 뒤에는 언니 기다리는 교토의 고향에 돌아갔다.
하나오리 코토하는 모리타 스즈카(일본어: 森田涼花)가 연기했다.

### 우메모리 겐타 (신켄 골드)
17막에서 등장.「빛」의 전자 모지카라를 이용하는 사무라이에서 6번째 신켄저. 본업은 〈골드 스시〉라고 하는 포장마차식 스시집을 짓는 초밥 장인. 원래는 지엽가 근처에 있던 초밥 집의 아들, 타케루는 소꿉 친구이다. 어릴 때부터 사무라이가 꿈이었지만 십 수년 전에 친정의 가게가 망하면서 가족 전원이 야반 도주한 이후 소식 불통이 된다. 어린 나이에 타케루가 준 오징어 때 신과 그로부터 배운 것만을 바탕으로 모 지카라를 해석하고 전자 메일에 의한 「전자 모지카라」로 발전시키는 스시 체인저를 비롯한 무장도 자력으로 개발하고 때 신을 「문자의 프로그램 같은 것」으로 해석하고 활용하는 등 모지카라의 취급에 있어서는 다른 사무라이와 별도의 방향으로 이색적인 재주를 보였고 잉로우말와 다이 고요우의 개발 등도 그의 공적에 의한 것이 크다. 상당한 살살이고 허세를 부리는 인물,류의 헤이스케와 함께 신켄쟈의 좋은 분위기 메이커로 꼽힌다. 만드는 스시는 서투르다는 없지만 특별히 맛있는도 없이 매우 보통의 맛이다, 작중에서 그것을 마음에 들었던 것은 열 장과 것은 가이 아크 요고 슈타인, 키타네이다스, 케가레시아만 있다. 그러나 서른 여섯 막에서 본인, 난생 처음 만들었다는 카레는 왠지 뛰어나게 맛있는, 텔레비전 방송에서 거론될 만큼의 호평을 얻고(본의는 아니지만)전문점을 내다까지 이르는 것이다. 전투에서는 앉아 자랑으로 하지만 독자적으로 수행한 자기류의 역수에 의한 눈으로 볼 수 없는 속도의 앉아 베다이므로 단순히 전투 기술을 보면 상당한 것이다.등장시의 연속 앉의 피로에서는 타케루들의 깜짝 놀랐다. 성격은 호쾌하고 동경토박이 말투이면서도 그 열매는 문무 함께 천부의 재주를 가지고 있어 변신 전이라도 무거운 포장 마차를 끌면서 고속으로 장거리를 달리는 등 체력도 뛰어나고 있다. 변신 전에는, 견제로 와리바시의 형상의 수리검(칼(도자)), 박치기도 사용한다. 다이고요 등장 후에는 다이고요가 갖추고 있는 휴대용 무기 등도 적극 활용하고 있다. 6번째 신켄저로 동료들에게 인정되고 있지만 우메 성가는 사무라이 집안이 아니지엽가의 가신도 아니기 때문에 정식으로 사무라이와 교육을 받지 않았고 다른 사무라이들이 읽지엽가에 전해지는 고문서를 읽지는 못한다. 또 다른 사무라이들이 지엽가에 입주하고 있는 것에 대한 평소에는 포장 마차를 끌면서 별도 행동을 취하고 있다. 이러한 경위를 들기 때문에 탄 바에는 당초는 특히 경멸당했다. 본인은 어디까지나 타케루 개인과의 어린 시절부터의 약속·우정에 근거하여 싸우고 있어 카오루 등장 이후의 타케루가 참여하지 않은 집단 전투에는 참가하지 않았지만, 카오루의 마음을 알고는 그녀와 협력한다. 전투에 참가하지 않은 것은 본인의 카오루와 탄 바에 대한 반발도 있지만 탄바가 겐타의 것을 사무라이와 인정하지 않고, 신켄쟈의 일원임을 거부했기 때문이기도 했다.또 타케루와 상봉 후에도 그는 어린 시절과 변함 없이 '버섯'이라고 부른다.외도의 무리와 전투 후 수행 때문에 다이 고요우을 데리고 프랑스로 떠났다.
우메모리 겐타는 소마 케이스케(일본어: 相馬圭祐)가 연기했다.

### 시바 카오루 (眞 신켄 레드)
제44막에서 등장한 진짜 시바 家 18대째 당주로 지엽가 최후의 생존의 여자 무사. 타케루가 조종하는 것과는 달리 지엽가〈「불」의 모지카라〉을 이어받았다. 일인칭은 '나'. 선대 신켄저 궤멸시에는 아직 태어나지 않았고, 현재의 사무라이 중 최연소. 원래는 시바 가의 피를 없애지 않고 다음 대를 남기기 위해서 남몰래 살다 아버지의 유지를 이어 도코쿠를 해대는 사명감을 어렸을 때부터 강하게 가지고 "배후 조종사의 그늘에 숨어 사는 것은 사무라이로 비겁하다"과 필사적으로 수행을 하고 역대 주인들이 터득하지 못한 「봉인의 문자」를 완성시키고 타케루들 앞에 나타난다. 그녀의 입양된 타케루에는 「어머니 위」, 탄바들에는 〈공주〉, 도우 깊이에는 '뜻 잎의 소녀'로 불린다. 작중에서는 시종 하카마 모습으로, 말투도 다소 시대에 물들어 있고 거만하긴 하지만 이는 탄 바의 교육의 지나치게 따른 것이어서 시대 착오라고의 자각은 있다. 특수한 환경 하에서 탄바들에 있는 의미 편향된 자라는 방법을 당했음에도 불구하고 시각은 나이치고는 어른스럽게 있어 주위도 잘 보고 있어 만난 적이 없는 타케루의 심정에도 배려를 가지는 사무라이 아니라 겐타의 협조도 흔쾌히 수용하는 등 다정한 성격에서 결코 제멋대로 아니다. 치아키도 "공주님이 더 싫은 녀석이라면 협력을 거절해도 좋았다"고 말했다. 실전에 나온 횟수가 적었지만류의 매개체들이 다이 카이 신켄오에서 어려움을 겪은 요모츠가리를 사자 절신 일체만으로 쓰러뜨리며, 당주로 모 지카라의 실력은 상당한 것이며 패배한 것은 도우 깊이 뿐이었다. 탄바의 행동이 자신을 너무 생각해 때문인 것은 충분히 이해하지만 자신 이외의 자에 대한 탄바의 고압적인 태도를 달가워하지 않아 자주 그를 부채 등으로 때리는 등 충고다. 탄바와 달리 타케루나 가신들의 심정을 각자의 행동 등에서 이해하고 있으며 자신의 사명만을 중시하고 모두 앞에 나온 결과 타케루들의 정을 악화시키고 고생을 시켰다고 후회하였다. 제 사십팔 막에서 봉인의 문자를 사용해도 절반 인간인 얇은 만두피 유우의 몸을 넣은 도우 깊이에 듣지 않고 반대로 부상을 가지고 만다. 그 후 회복한 타케루를 호출하고, 도우 깊이에 대항할 수 있는 마지막 수단으로, 둘만의 약속에 의해서 타케루를 십구대째 당주로 입양하며, 동시에 자신은 당주의 자리를 물러나겠다는 기책을 발안하고 실행하는 등 대담하고 유연한 일면을 보인다. 처음에는 타케루를 〈그림자〉라고 부르고 있었지만, 그가 19대째 당주가 되어 있어서 이름으로 부르게 된다. 외도의 무리와 최종 전투에 있어서는 미리 타케루께 넘겨준 디스크 이외에 만신창이를 누르고 지엽가 모지카라디슥을 다시 1장 쌓고 탄 바를 통해서 신켄쟈에 맡긴다. 전투 종료 후 지엽 저를 타케루와 히코마를 빌어 자신은 탄바와 함께 다시 외딴 생활로 돌아갔다. 무기는 타케루가 변신한 신켄 레드와 기본적으로 동일하지만 작은 몸집이라 불대 참는 칼을 사용할 때 발로 박차고 휘두르는 것이 특징. 또 그녀가 변신한 신켄 레드의 정장엔 다른 여자 무사의 정장과 마찬가지로 스커트가 붙어 있다. 시리즈 첫 여성 적색이다.
시바 카오루는 나츠이 루나(일본어: 夏居瑠奈)가 연기했다.

### 조력자

#### 쿠사카베 히코마
지엽가의 가신으로, 타케루의 후견인 또는 가로적인 입장에 있는 인물. 타케루에는 '치아키', 류노스케, 마코 일은부터는 '히코마 씨', 치아키부터는 "할아범", 켄타부터는 "할아버지"로 불린다. 많은 점들을 거느리고 그들과 함께 17년간 타케루의 부모를 지낼 때에 치열하게 수행의 지도도 하고 왔기 때문에 타케루가 눈치를 보지 않고 약한 면을 보일 수 있는 유일한 인물. 고지식해서 무슨 일에든 열심이기에 다소 까다로운 타입이기도 하다, 타케루는 당주의 마음가짐을 평소 말하면서도 스스로의 입장을 이해하고 성장할 어린 주군을 섬기는 것을 자랑스럽게 여기고 "나리"라고 부르고 충성을 맹세하고 있다. 한편, 트럼프로 타케루가 신하들부터 들렀는지는 내몰리는 형태가 되었을 때는 죄송하게 생각하면서도 몰아 붙였던 식 류노스케, 것은에게 「이런 내기에 주군도 가신도 없다와 걱정이 없었다.」 젊은 신하들에도 여러 면에서 충성을 다하도록 타이르면서 좀처럼 정리되지 않기로 고민하면서도 때에 느긋한 마음으로 받아들이고 있다. 또 연습으로 붙은 상처인지 그렇지 않는지를 간파하다 등 관찰 안은 날카롭다. 지엽 집에 있는 〈간극 센서〉를 이용함으로써 신켄쟈에 외도 중의 출현을 전한다. 신켄쟈가 싸운 불가사의나 데이터 기록, 점의 배분이나 감정 쪽으로 보고, 식량 조달과 식단 등 후방 지원 임무도 맡고 있다.신켄쟈과는 다른 색깔의 쇼도우폰을 소지하고 있지만 모지카라를 나타내는 장면은 없었다. 하지만 무장으로도 상당의 실력을 갖는 것이며, 나나시 패거리를 상대로 맨손으로 싸우거나, 최종 막에서는 창을 사용하여 싸우다. 요통 환자에서 "말은 허리에 왔다"다는 이유로 대형 오토바이를 타고 있으며 외도의 무리와의 전쟁에 전념하기 위해서 가족(딸 부부와 손녀)와는 떨어지고 살며 아내의 기일에만 만나는 성묘를 가기로 했다. 최종 막에서도 "손자는 언제든지 만날 수 있으니까"와 유일하게 지엽가에 남아 타케루의 한층 더 성장을 촉진하기 위해서 여러 가지 강좌를 배우려는 자신도 기타를 배우고 있다고 전기 기타도 권유하고 있다.
쿠사카베 히코마는 이부키 고로(일본어: 伊吹吾郎)가 연기했다.

#### 비전제등(다이고요우)
초밥에 영혼이 들어간 일로 끔찍한 경험을 하게 되어 초밥(스시)에 관련된 모든 것(변신 포함. 변신할 때 스시체인저로 초밥을 만드는 포즈를 해야 한다.)을 하지 못하게 된 우메모리 겐타가 자신 대신 싸우게 하기 위해 자신의 초밥집 등불에 侍(사무라이)의 문자를 넣어 만들어낸 로봇이다. 
등불 형태는 팔로 변신가능한 전용 검(십수)과 세트로 되어 있으며, 신켄쟈가 들고서 방패및 비전디스크 사출기로 사용할 수 있다. 또한 등불 형태에서 로봇 형태로 변형이 가능하며, 이때 팔은 자신의 무기를 둘로 분리해서 합체한다.
일단 자아를 가지고 있으며,똑같이 첫 등장하는 스지가라노 아쿠마로(가 만든 키리가미)를 썰었다. 그런데 그 다음 편에 "넌 어차피 낮에는 쓸모없는 등불이야!"라고 말한 겐타랑 말싸움 하고 가출한다. 어째 겐타가 만든 것은 겐타 자신의 특성이 상당히 많이 드러난듯. 말투는 은혼의 도S왕자와 마찬가지로 말끝에 "~데사"를 붙여 말한다.
다이고요우 목소리는 토오치카 코이치(일본어: 遠近孝一)가 연기했다.

#### 탄바 토시조
제44화에서 등장. 카오루에 추종하는 가로의 같은 인물로, 선대도 섬기면서 타케루를 가게무샤로 꾸밀 계획에 관여하고 있었다. 카오루부터는 성으로 지칭되었다. 딱딱한 성격으로, 카오루에게 매우 과보호로 시대 착오 같은 태도로 대하다(카오루가 타케루에 "시대 착오가 된 것은 탄 바 때문"이라고 불평했을 정도)한편 다른 가신에 대해서는 거만하고 고압적으로, 주위가 혐오감을 느낄 만큼 공기를 읽지 않는 발언이 매우 많고, 특히 정식 사무라이 아니라 겐타에 대해서는 노골적으로 불쾌감을 주는 태도를 나타낸다. 그 태도를 항상 카오루에게 타이르기이며, 그 때마다 여러 가지 제재를 가하고 있다. 카오루보다 언니 셔서 지엽가는 물론 무사 집안에서 피우지 않는 타케루가 십구대째 당주가 된 데도 맹렬하게 반발했지만 카오루의 한마디 앞에 복종했다. 최종 막에서 동료들을 감싸고 중상을 입은 가오루에 "부하들 등 버리고 빨리 대피하면 좋았을텐데"라고 하면서"지엽가만 남아도 의미가 없다"라고 질책되고 생각을 고친다. 그 후에는 스스로 타케루들에게 가 카오루로부터 부탁 받단 디스크와 함께 자신의 특기인 모지카라"상호"를 봉한 디스크를 주고 격려하는 등 따뜻하게 지켜봐일면을 보였다. 또 당초 타케루를 "그림자"라고 부르고 있었지만, 그가 십구대째 당주가 되고부터는 "부모 당주"라고 부르게 되었다. 외도의 무리와 전투를 끝낸 뒤에도 계속 카오루에 붙어 지엽가를 타케루와 히코마에 걸고 나서는 것이다. 맡은 마츠자와에 따르면 각본을 읽고" 탄 바는 《갑자기 등장한 공주에게 가는 곳인 시청자의 분노를 대신 받을 역할》인"이라고 분석했고 그 결과로 극중의 같은 " 싫은 녀석"을 맡기로 했다고 말했다. 또, 각본의 코바야시 야스코는 《알프스 소녀 하이디》의 롯테 마이야를 본뜬 캐릭터라고 말했다.
탄바 토시조는 마츠자와 카즈유키(일본어: 松澤一之)가 연기했다.